# Woman’s Building (Chicago)

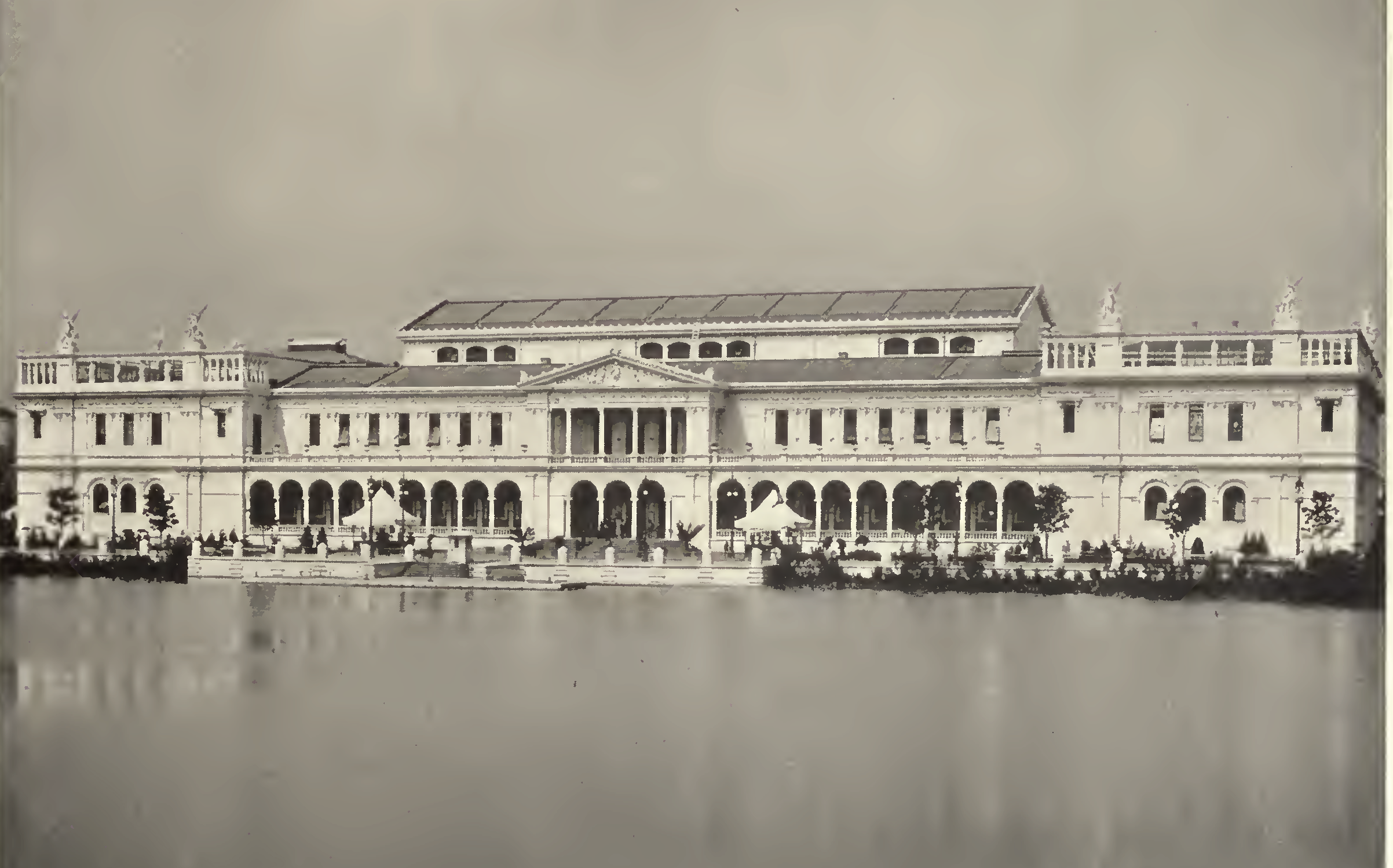
The Woman’s Building

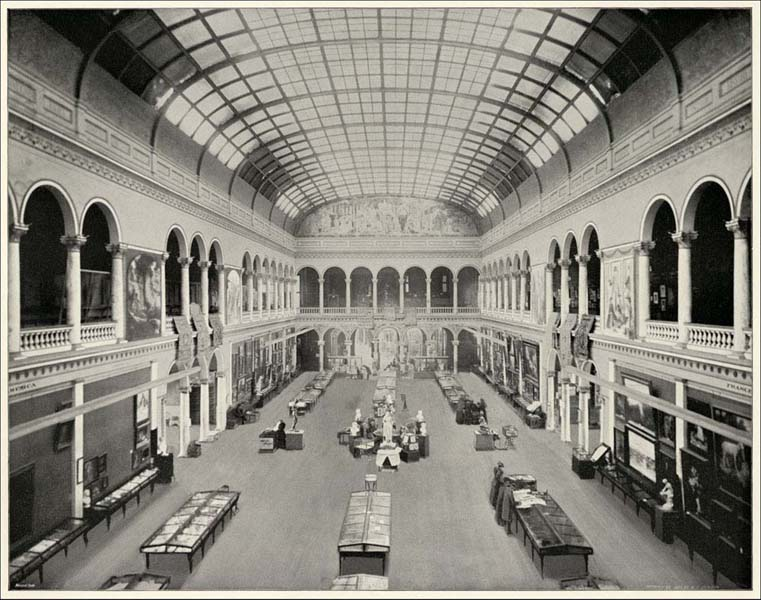
Innenansicht

Als The Woman’s Building (übersetzt Das Gebäude der Frau) wurde ein großer Ausstellungspavillon bezeichnet, den Sophia Hayden für die Weltausstellung World’s Columbian Exposition von 1893 in Chicago entworfen hatte. Es war das erste Ausstellungsgebäude, das von einer Architektin entworfen wurde. Frauen wurde die Teilnahme an der Jury verwehrt.

## Geschichte
Der erste Frauenpavillon wurde 1876 zur Centennial Exhibition in Philadelphia errichtet. Der 7. November wurde dort zum „Frauentag“ gewählt. Diese sollten die Messe besuchen, während die Männer am Wahltag ihre Stimmzettel abgaben. Die verärgerten Suffragetten boykottierten daraufhin die Messe.
Die gesamte Beteiligung von Frauen an der Messe in Chicago wurden von einem Aufsichtsrat, dem Board of Lady Managers überwacht. Dieses Leitungsgremium, das erste seiner Art, hatte die Autorität über alle Entscheidungen in Bezug auf den Frauenpavillon. Präsidentin war Bertha Honoré Palmer (auch Mrs. Potter Palmer) aus Chicago. Im Board waren Frauen aus allen Teilen der USA vertreten, es gab zwei weibliche Mitglieder aus jedem Bundesstaat und Territorium sowie neun aus der Messestadt.
Dem Board of Lady Managers wurde jedoch ein Mitspracherecht bei der Auswahl der Architektin verweigert. Diese Entscheidung wurde von einer Gruppe von Männern getroffen, die unter den 1891 eingereichten Entwürfen von vierzehn angesehenen Frauen zu wählen hatten. Keine der Architektinnen war älter als 25 Jahre. Ausgewählt wurde der Entwurf von Sophia G. Hayden, die gerade die School of Architecture am Massachusetts Institute of Technology in Boston abgeschlossen hatte.
Bei Kosten des Bauwerks, die bei fast 150.000 Dollar lagen, erhielt Hayden nur ein Honorar von 1000 Dollar für ihren Entwurf. Ihre männlichen Kollegen erhielten damals ein Mehrfaches für vergleichbare Pläne.
Das Bauwerk wurde am ersten Mai 1893 eingeweiht und wie alle Gebäude der Weltausstellung nach wenigen Jahren abgerissen. Während der Ausstellung fand ein Frauenkongress im Woman’s Building statt. Lady Ishbel Aberdeen referierte über „Encouragement of Home Industries“, Kate Marsden über Lepra.

## Beschreibung

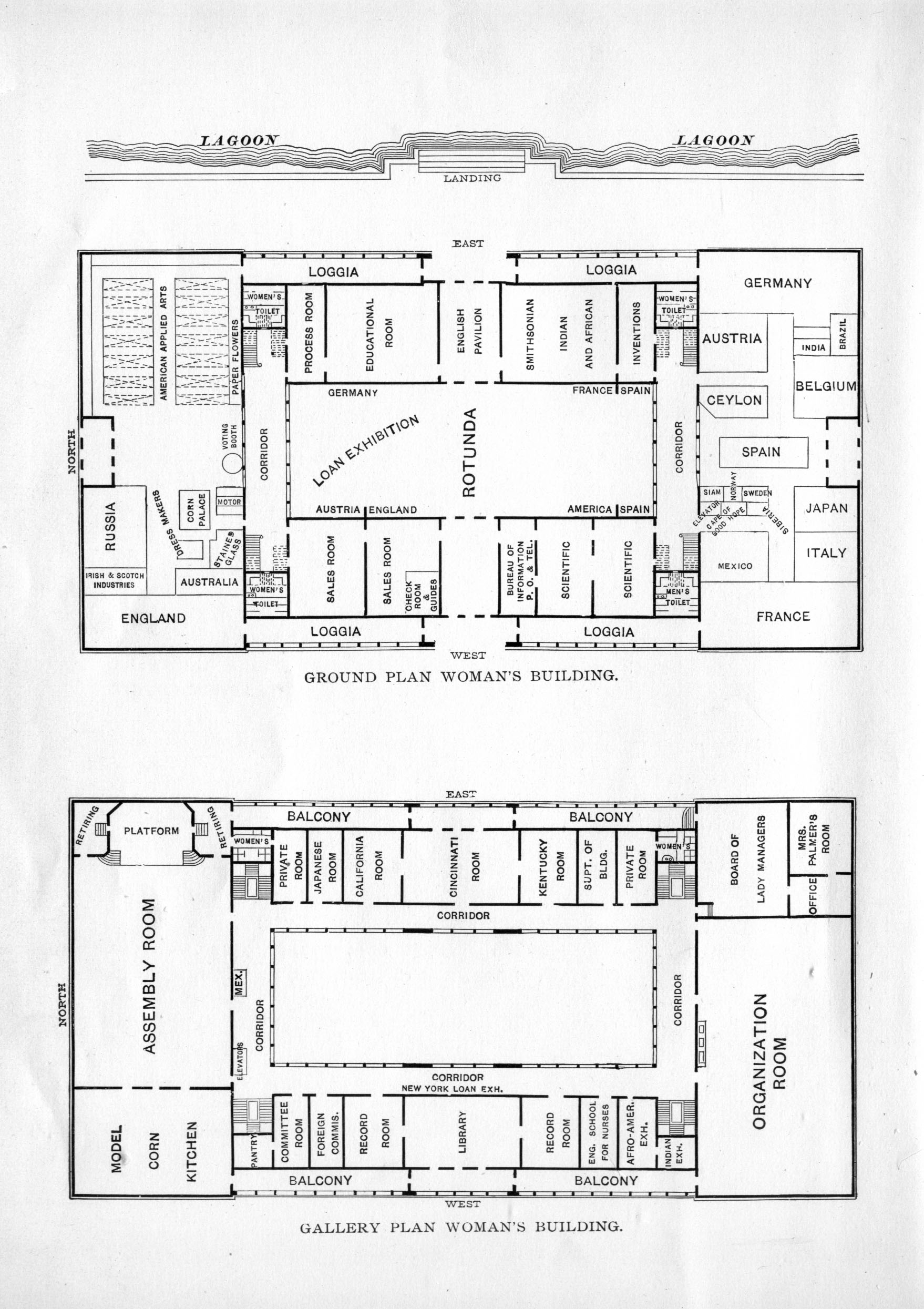
Grundriss und Plan der Nutzung des Ausstellungsgebäudes

Haydens Entwurf verband griechischen Klassizismus mit italienischer Renaissance. Das Woman’s Building war 118 Meter lang und 61 Meter breit. Das Gebäude wurde mit der Längsseite an einer „Lagune“ errichtet. Es war streng symmetrisch angelegt. Über zwei breite Treppen und eine Terrasse war der Bau vom Wasser aus zu erreichen. An die Haupteingänge im Osten und Westen schlossen sich langgestreckte Loggien an, die an den Seitenpavillons endeten. Die offenen Loggien waren als Arkaden mit schlanken Säulen und Rundbogen ausgeführt. Über ihnen befanden sich jeweils offene Balkone.
Im zweiten Stock gab über den Haupteingängen jeweils eine offene Kolonnade, die von einem flachen Dreiecksgiebel gekrönt war. Diese Giebel wurden mit Basrelief akzentuiert. Auf den Eckpavillons waren „hängende Gärten“ angelegt. Die Eingänge führten über eine Lobby bzw. den englischen Pavillon in eine gewölbte Halle. Diese wurde „Rotunda“ genannt, war jedoch rechteckig angelegt. Sie hatte eine Länge von etwa 59 Metern, erstreckte sich über die gesamte Höhe des Gebäudes und wurde von einem kunstvollen Oberlicht gekrönt. Dieses war von außen nicht als solches zu erkennen. Die Halle war von einer zweistöckigen offenen Arkade umgeben.
Um den verfügbaren Raum im Inneren effizient zu nutzen, wurde jeder Zentimeter des verfügbaren Platzes für verschiedene Displays genutzt. In den Seitenpavillons stellten die einzelnen Länder Kunst, Handwerk und Handarbeiten aus. In der Rotunda waren Gemälde gehängt. Für den Bereich Wissenschaft und Erfindungen waren drei kleine Räume vorgesehen. Im ersten Stock befanden sich Modelle eines Krankenhauses und eines Kindergartens. Neben einem Informationsbüro mit Post und Telefon gab es auch zwei Verkaufsräume. In der zweiten Etage befanden sich eine Bibliothek, ein Damensalon, Komiteesäle, Umkleidekabinen und Räume für Akten sowie im Nordpavillon ein großer Versammlungsraum mit einer Bühne für Rednerinnen und eine Modellküche. Im oberen Bereich des Südpavillons waren ein Clubraum sowie Büros für das Board und die Präsidentin eingerichtet.
Am bildhauerischen Gebäudeschmuck waren Alice Rideout, Enid Yandell, die die Karyatiden anfertigte und Mary Lawrence Tonetti tätig. Die beiden Letzteren gehörten zur Gruppe der “White Rabbits”. Mary Cassatt und Mary Fairchild Low fertigten jeweils ein großes Wandgemälde für die Haupthalle an.

## Ausstellung
Zu den ausstellenden Künstlerinnen gehörten unter anderem Louise Abbéma und Camille Isbert aus Frankreich. In den deutschen Abteilungen des Woman’s Building stellten Hanna Bieber-Böhm, Molly Cramer und Elisabeth Strempel ihre Werke aus. Vilma Parlaghy zeigte ein Selbstporträt, Maria Lübbes stellte das Ölgemälde eines nachdenklichen Mädchens bei der Küchenarbeit aus. Der Lette-Verein, Luise Jacob und eine Reihe von Frauen präsentierten Handarbeiten. Elisabeth Gnauck-Kühne informierte mit Statistiken. Die Schirmherrschaft der deutschen Beteiligung hatte Prinzessin Friedrich Karl (1837–1906) übernommen. Frauen aus dem Vereinigten Königreich waren auch mit Tischlerarbeiten vertreten.